# Shangri-La Hotel (Colombo)
Le Shangri-La Hotel est un hôtel 5 étoiles situé à Colombo, au Sri Lanka. Propriété de Shangri-La Hotels and Resorts, la propriété fait partie du projet de développement plus grand One Galle Face au même endroit. Il s'agit du deuxième hôtel Shangri-La sur l'île (après le Hambantota Golf Resort & Spa de Shangri-La) et du 101e hôtel de la chaîne d'hôtels Shangri-La dans le monde. L'hôtel a été ouvert le 11 novembre 2017. La propriété dispose de 500 chambres, dont 34 suites, ainsi que de 41 appartements avec services hôteliers ; les autres installations comprennent un spa, une salle de sport ouverte 24 h / 24, une piscine extérieure et des espaces de conférence / événement pouvant accueillir jusqu'à 2 000 personnes. 

## Attentat du dimanche de Pâques
Le 21 avril 2019, le site fut la cible d'un attentat à la bombe pendant le dimanche de Pâques. Deux autres hôtels à Colombo ont notamment été ciblés, il s'agit des Cinnamon Grand Hotel et du Kingsbury. La cuisinière sri-lankaise Shantha Mayadunne (en), sa fille et des ressortissants étrangers ont été tués dans l'explosion d'une bombe qui s'est produite alors qu'ils se trouvaient à l'hôtel.